# デイドリーミング
デイドリーミング(原題:The Secret Value of Daydreaming)は、1986年に発表されたジュリアン・レノンのセカンド・アルバム。全米32位。第1弾シングル「スティック・アラウンド」は全米32位に達した。発売当時の邦題は「デイ・ドリームの街で」。

## 収録曲
特記なき楽曲はジュリアン・レノン作。
1. Stick Around - スティック・アラウンド
2. You Get What You Want - ユー・ゲット・ホワット・ユー・ウォント
3. Let Me Tell You - レット・ミー・テル・ユー
4. I've Seen Your Face -  ユア・フェイス
5. Coward Till the End? - カワード・ティル・ジ・エンド? (Julian Lennon, Justin Clayton)
6. This Is My Day - ジス・イズ・マイ・デイ
7. You Don't Have to Tell Me - ユー・ドント・ハフ・トゥ・テル・ミー
8. Everyday - エブリデイ (J. Lennon, J. Clayton, Carlton Morales)
9. Always Think Twice - オールウェイズ・シンク・トゥワイス
10. Want Your Body - ウォント・ユア・ボディ